# Parc national de Tsavo East
Le parc national de Tsavo East est un parc national situé au Kenya. D'une superficie de 13 747 km2, il s'agit de l'un des plus vieux et plus grands parcs du pays. 
Ouvert en avril 1948, il est situé près de la ville de Voi dans le district de Taita de la province de la côte. Le parc est divisé par la route A109 et un chemin de fer en sections est et ouest.

## Géographie

### Parc national de Tsavo
Le parc national de Tsavo comprend deux parties administratives (Est et Ouest) divisées par la voie de chemin de fer reliant Mombasa à Nairobi. La partie Ouest (Tsavo West) est une région vallonnée tandis que la partie orientale (Tsavo East) est plus désertique et relativement plate à l'exception du plateau Yatta. Ces deux régions offrent des paysages contrastés, plusieurs biotopes y favorisant une faune diversifiée.
Le parc national de Tsavo, comprenant les deux parties Est et Ouest, d'une superficie totale de 22 812 km2, constitue le plus grand parc national de Kenya et l'un des plus grands parcs nationaux du monde.

## Attractions principales

### Mudanda Rock
Rocher que l'on gravit à pied et au sommet duquel on a une superbe vue sur la savane en contrebas avec une mare fréquentée par d'importants troupeaux de buffles et d'éléphants, surtout en fin de journée.

### Lugard Falls
C'est une série de rapides de la rivière Galana. Une très belle piste longe cette rivière et offre de beaux paysages et une faune abondante surtout en saison sèche (décembre à mars et juillet à fin septembre). Un autre plan d'eau intéressant pour voir la faune est le lac de barrage d'Aruba, situé dans cette partie orientale du Parc de Tsavo.

## Biologie et écologie

### Faune

#### Oiseaux
Plus de 500 espèces d'oiseaux ont été enregistrées dans le secteur, y compris des autruches, des crécerelles, des buses, des étourneaux, des plocéidés, des alcédinidés, des bucérotidés, des secrétaires et des hérons.

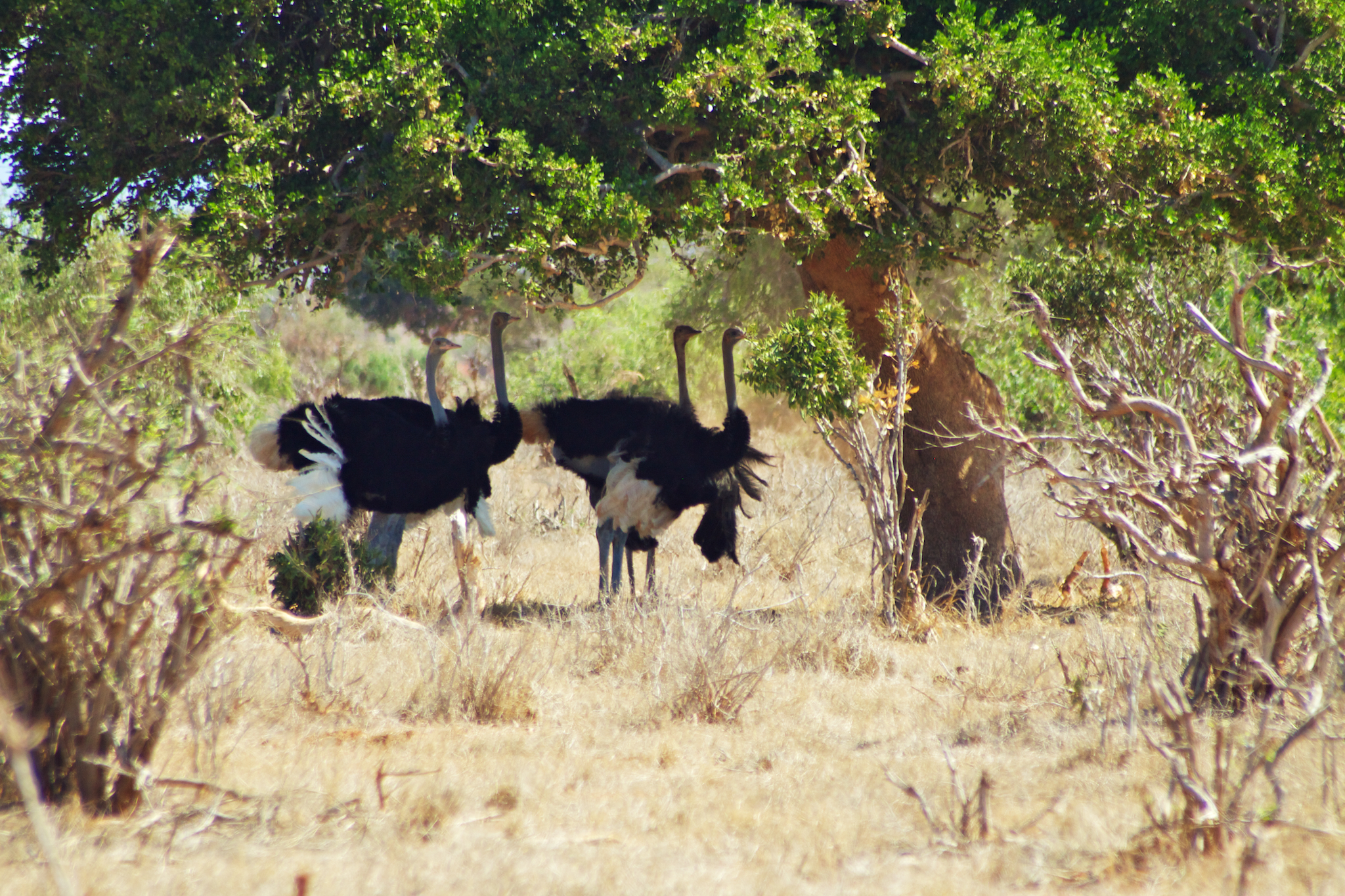
Groupe d'autruches.
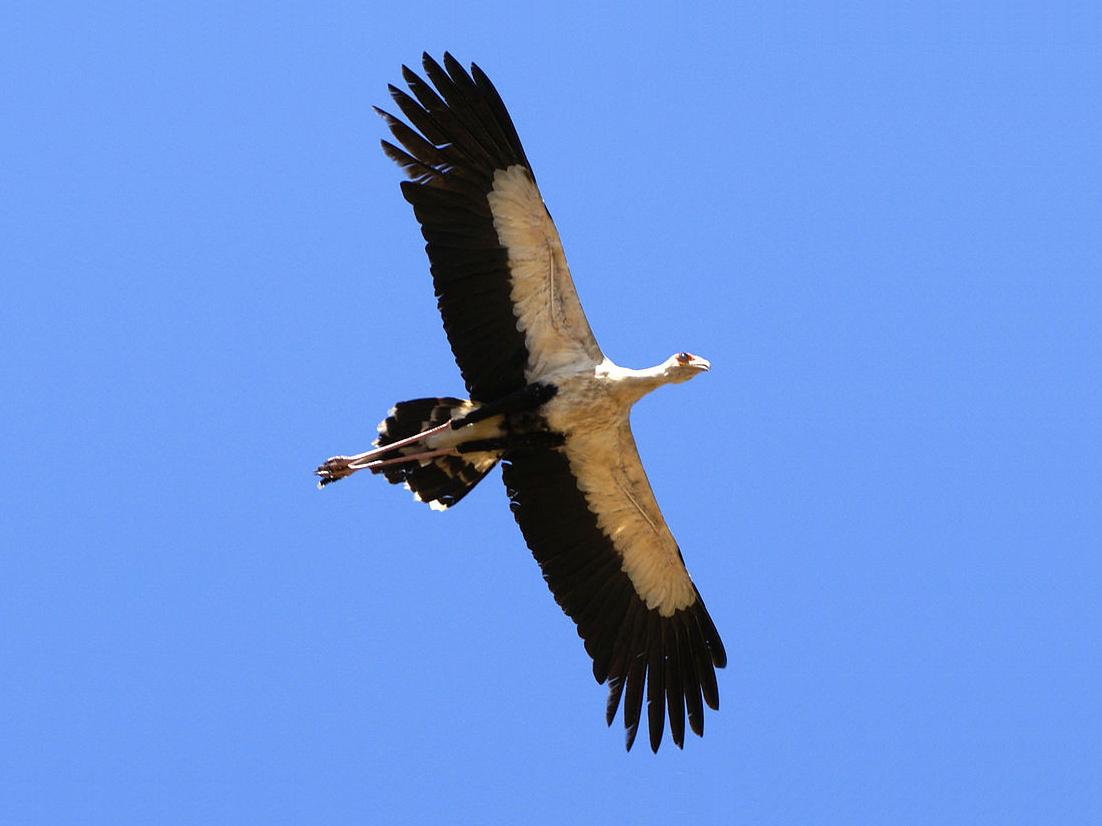
Serpentaire.
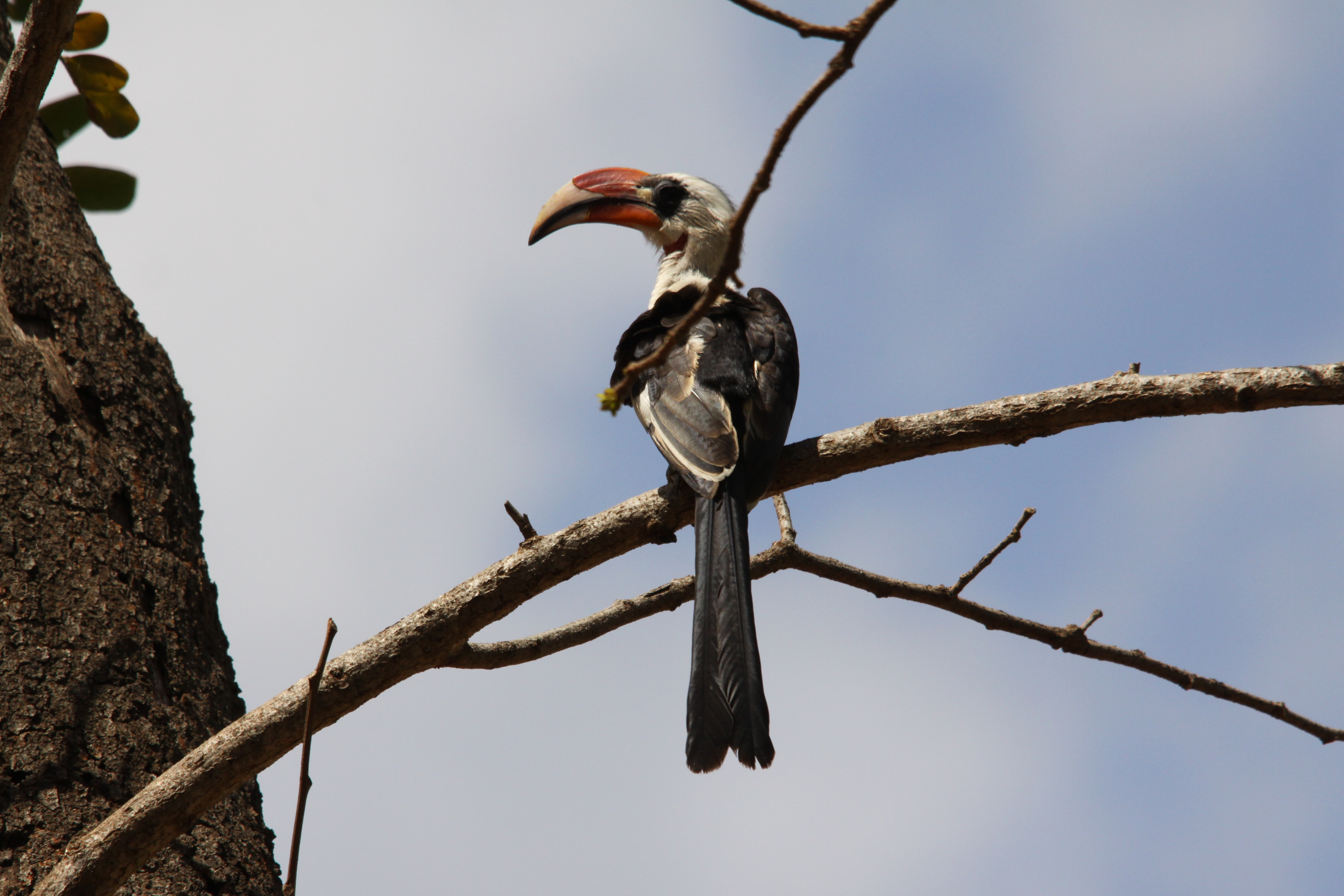
Calao.
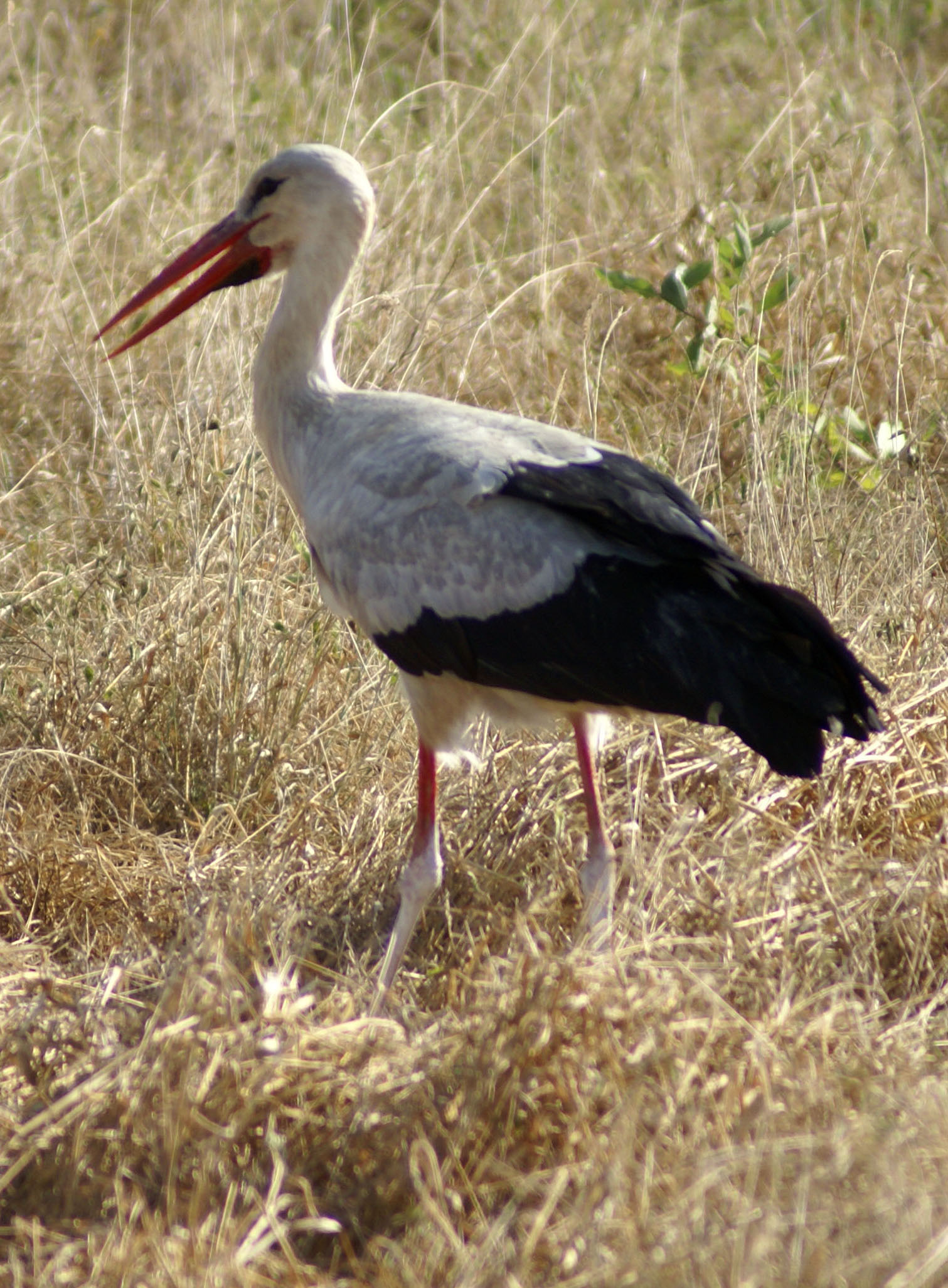
Cigogne.
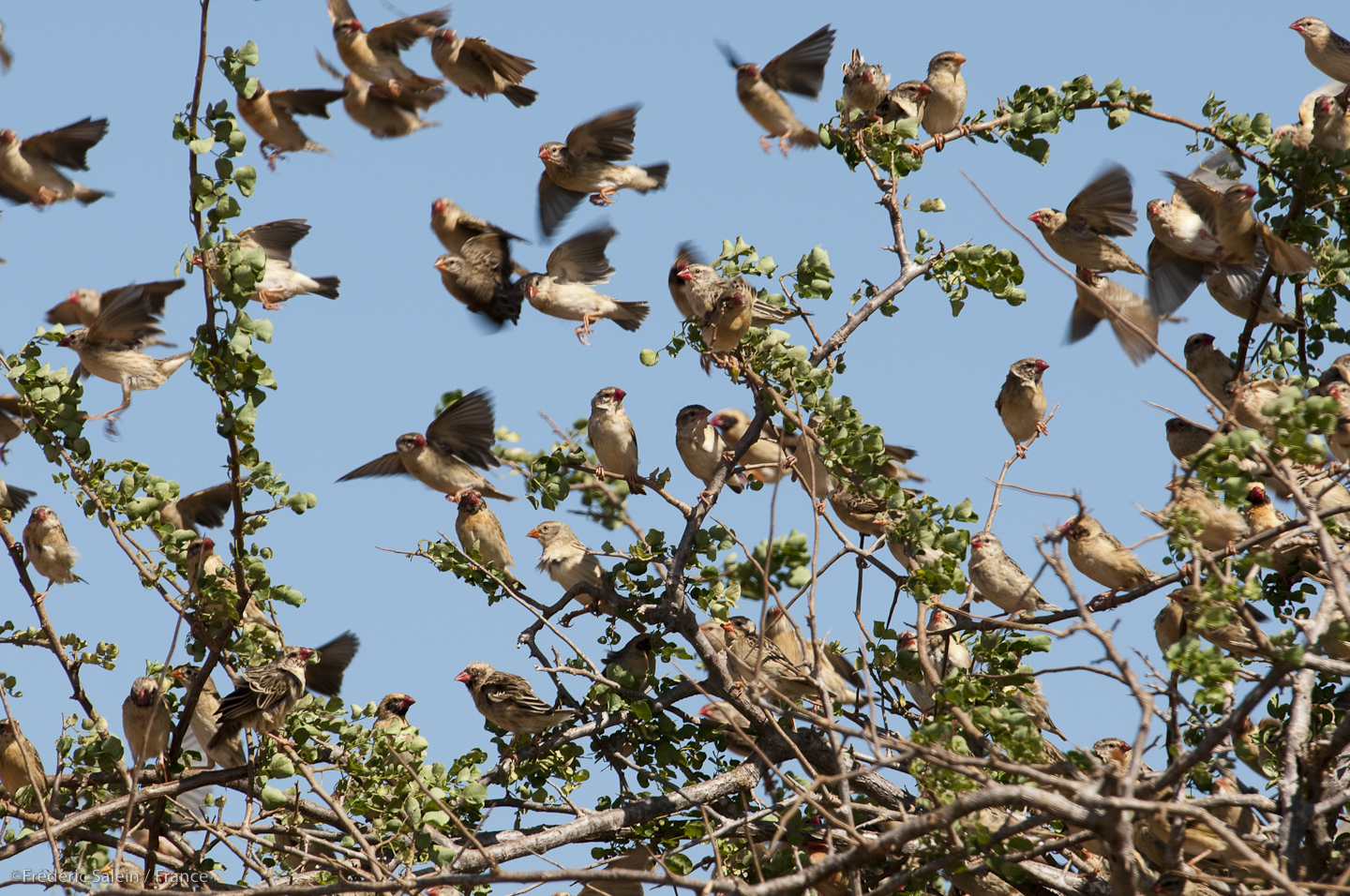
Queleas.
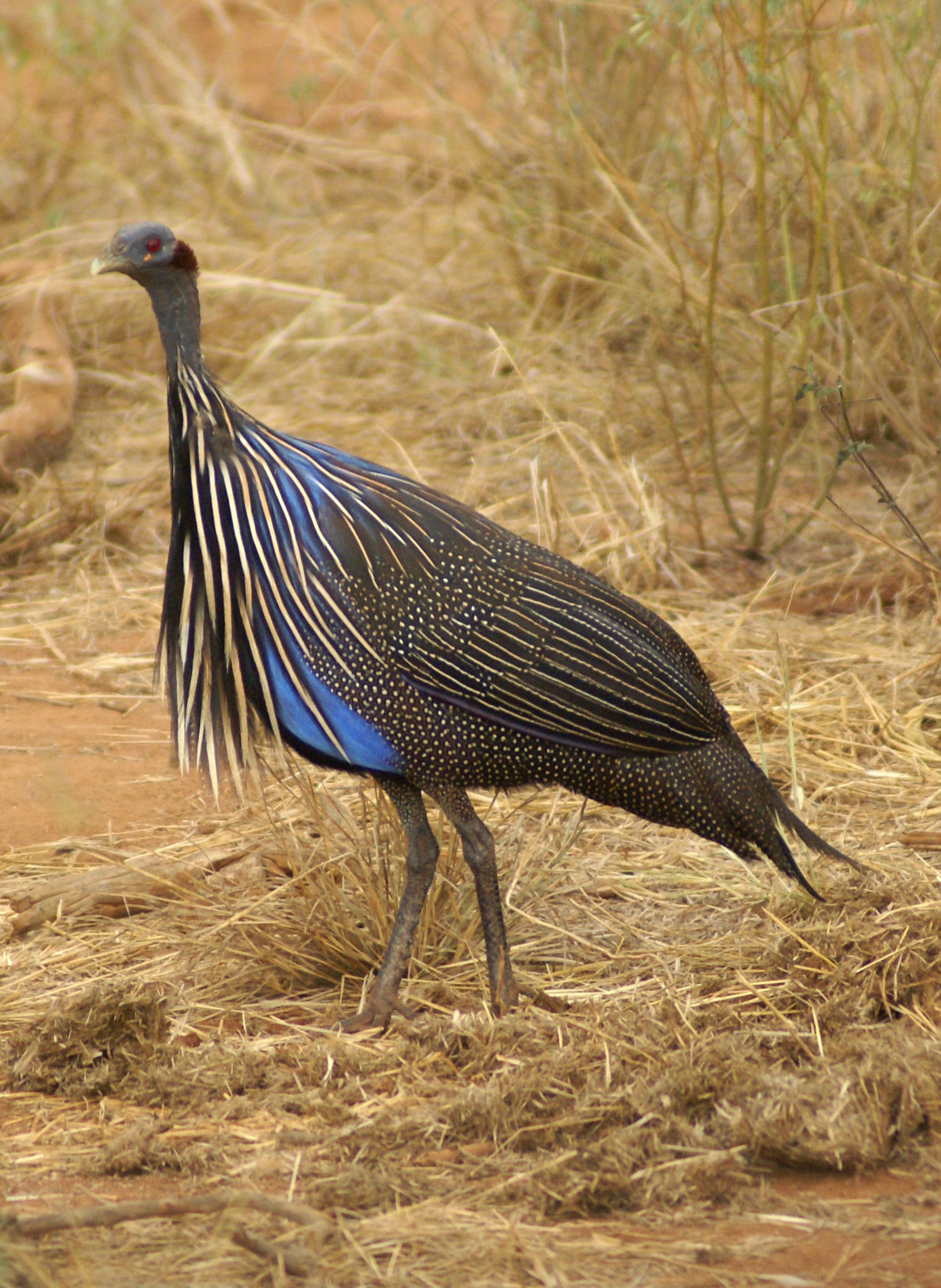
Pintade à gorge bleue.

#### Autres animaux
On y trouve de grands troupeaux de buffles, de zèbres, et d'impalas. Le parc national abrite également la plus grande population d'éléphants du Kenya avec 11 700 individus.
La girafe masaï y est également présente, ainsi que les hippopotames, les cobes à croissant, les dik-diks, les bubales de Coke les koudous et les élans du Cap. Quelques gnous sont visibles au sud du parc vers le Finch-Hatton.
Pour ce qui est des carnivores, lions, guépards, léopards (notamment à n'Gulia), hyènes (hyènes rayées, hyènes tachetées, protèles) et crocodiles sont présents mais plus difficiles à voir.
On retrouve aussi quelques espèces menacées comme le rhinocéros noir au « N'gulia rhino sanctuary », quelques zèbres de Grévy et des lycaons.
Plusieurs animaux du Nord aride sont présents, tels les oryxs à pinceaux, les gérénuks (gazelle de Waller), les autruches de Somalie et les pintades vulturines.
Au niveau des rochers de granite, il est aussi possible de voir des oréotragues.

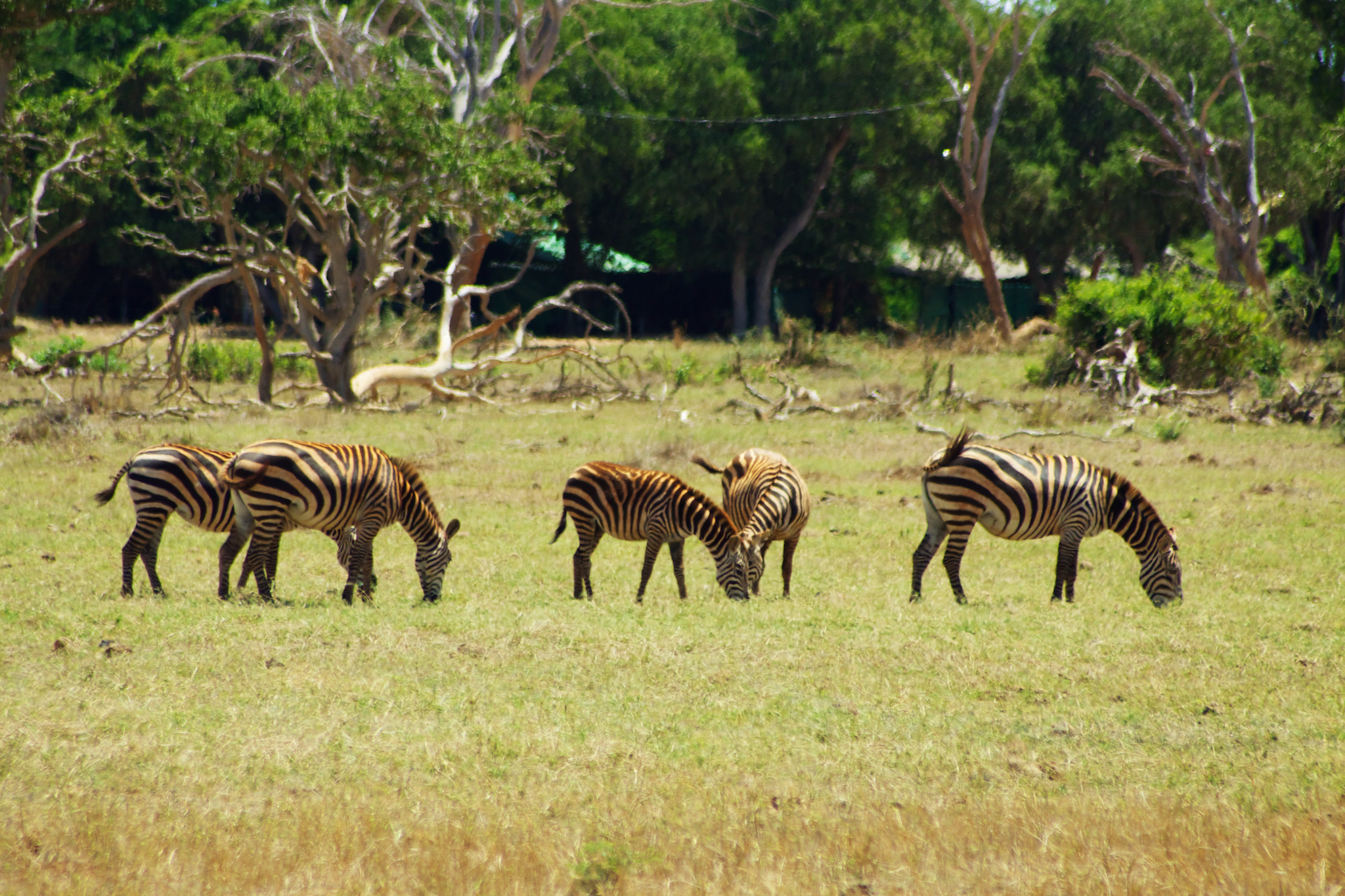
Zèbres.
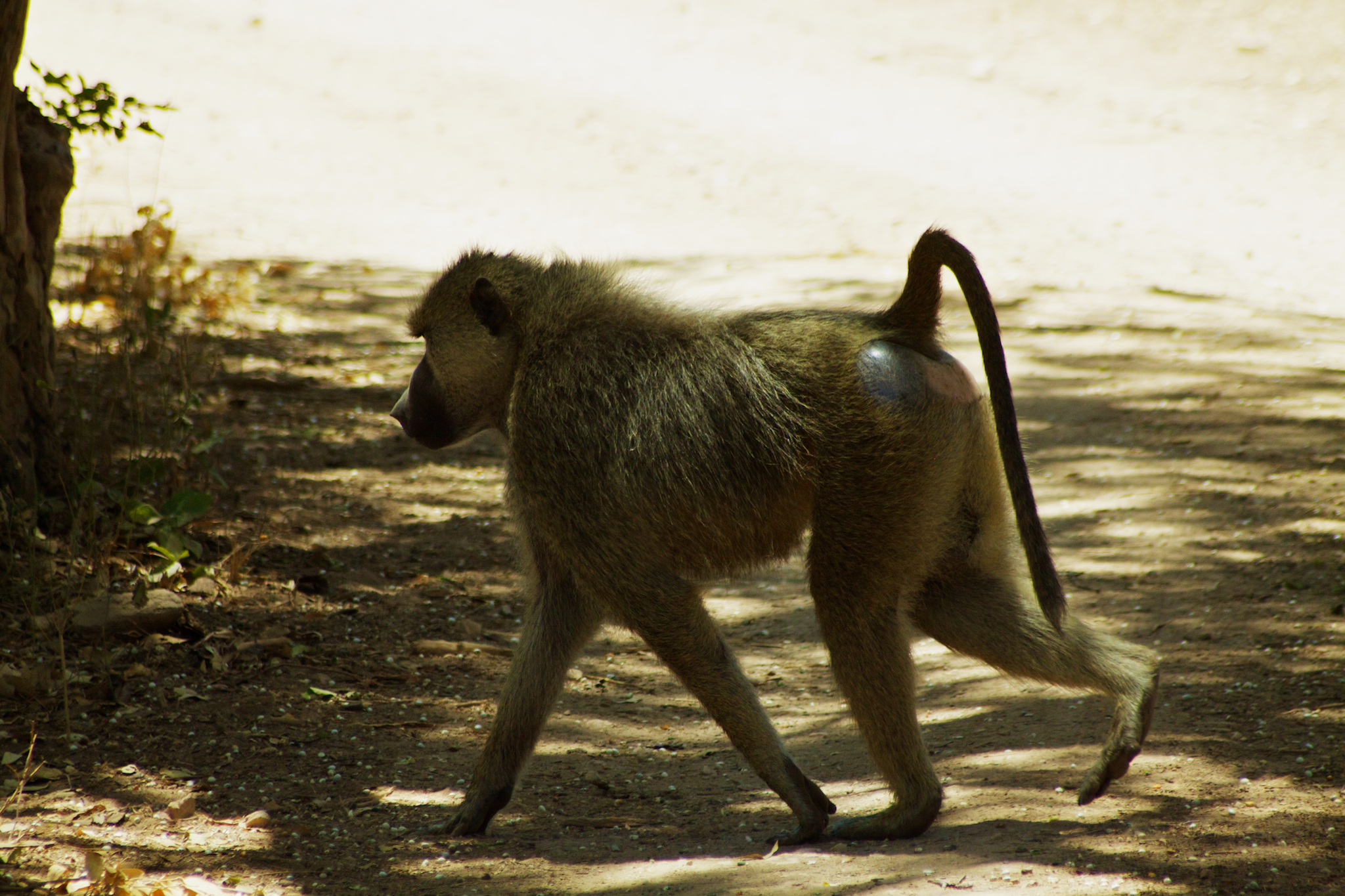
Babouin.
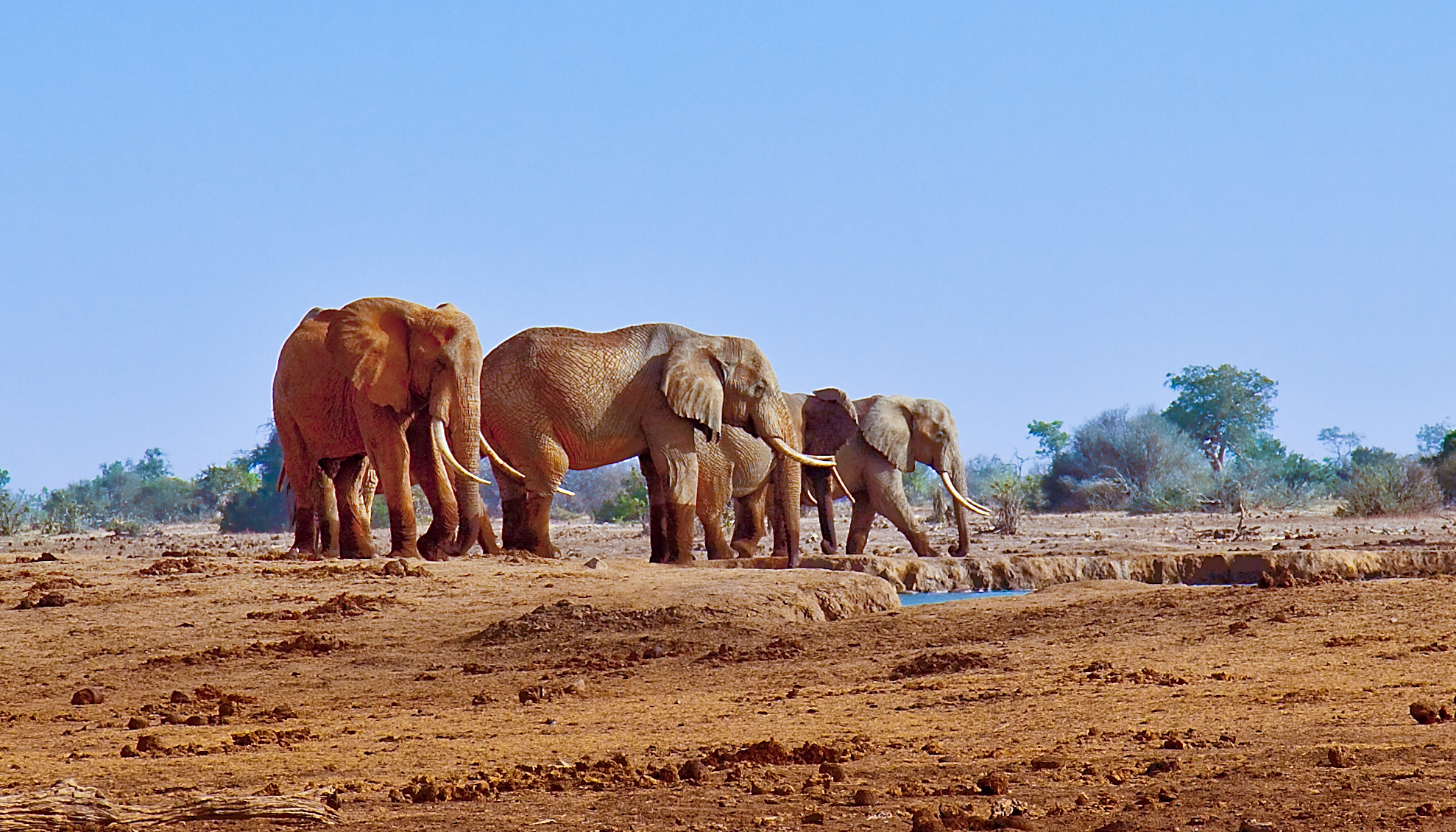
Éléphants.
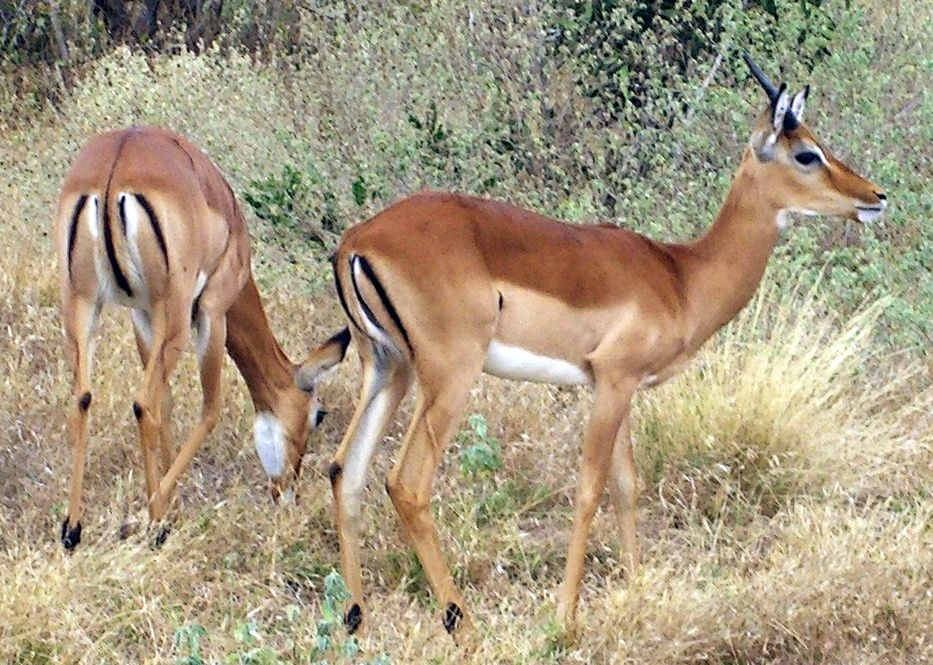
Impalas.
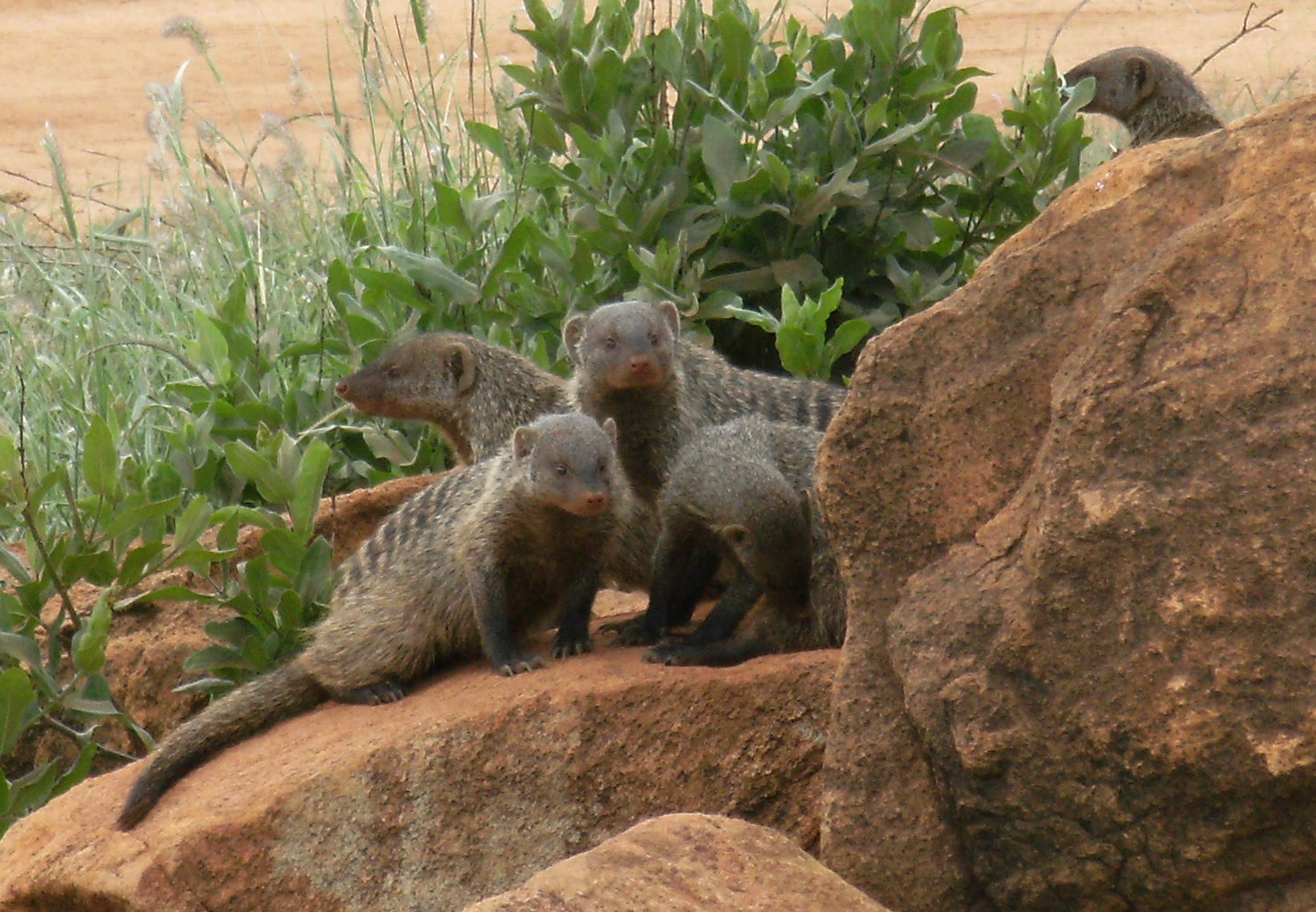
Mangoustes.
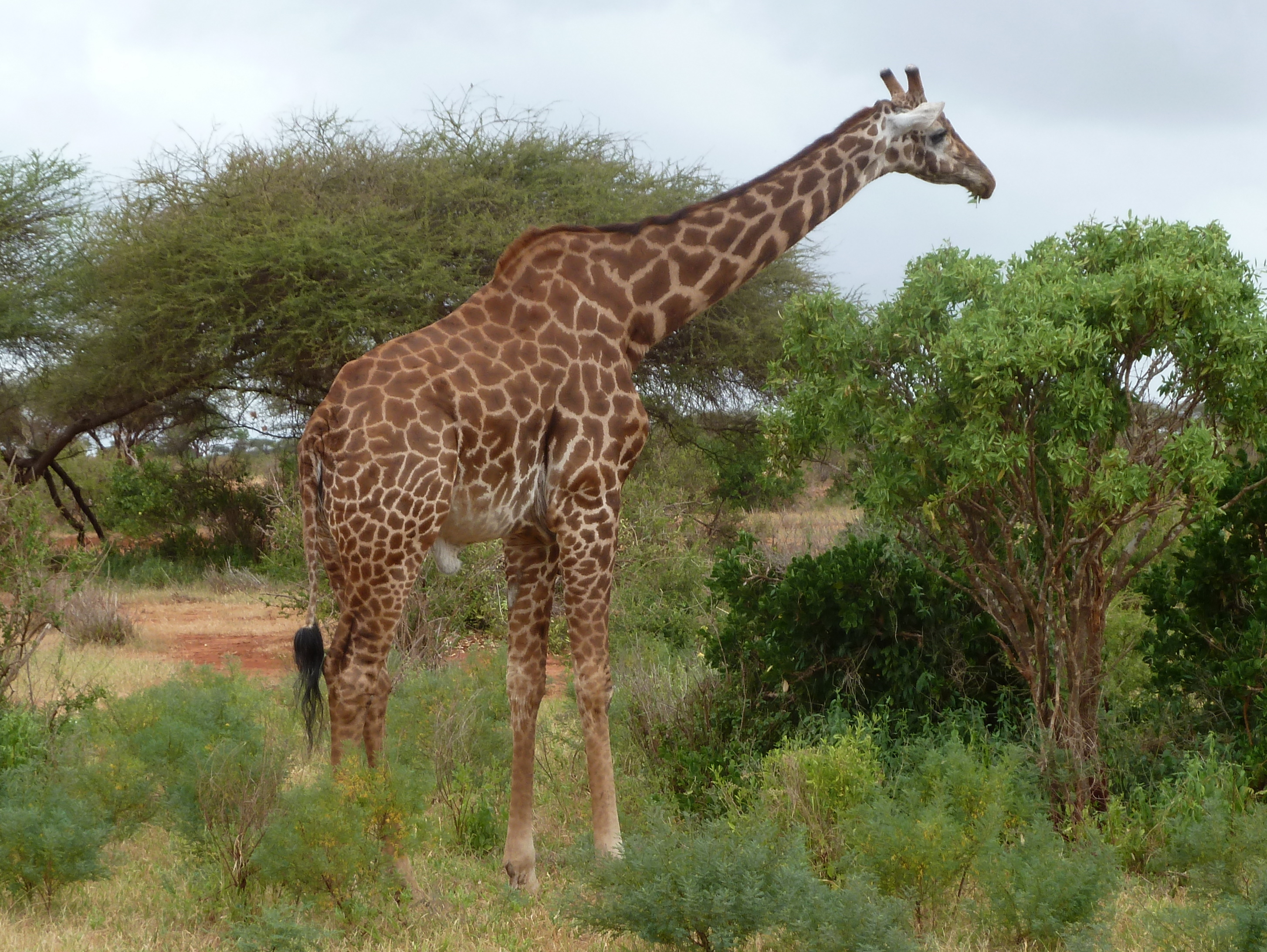
Girafe.
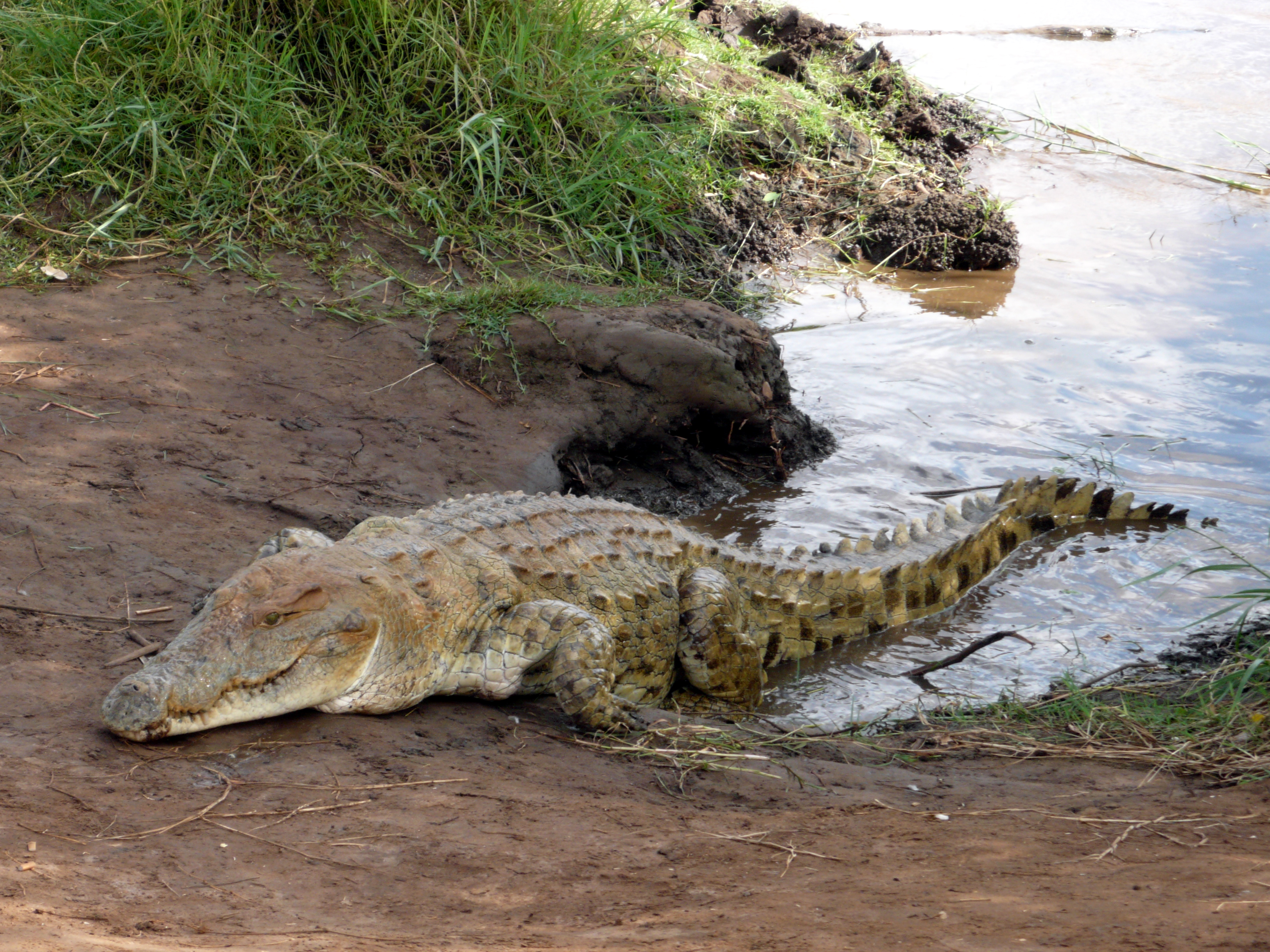
Alligator.
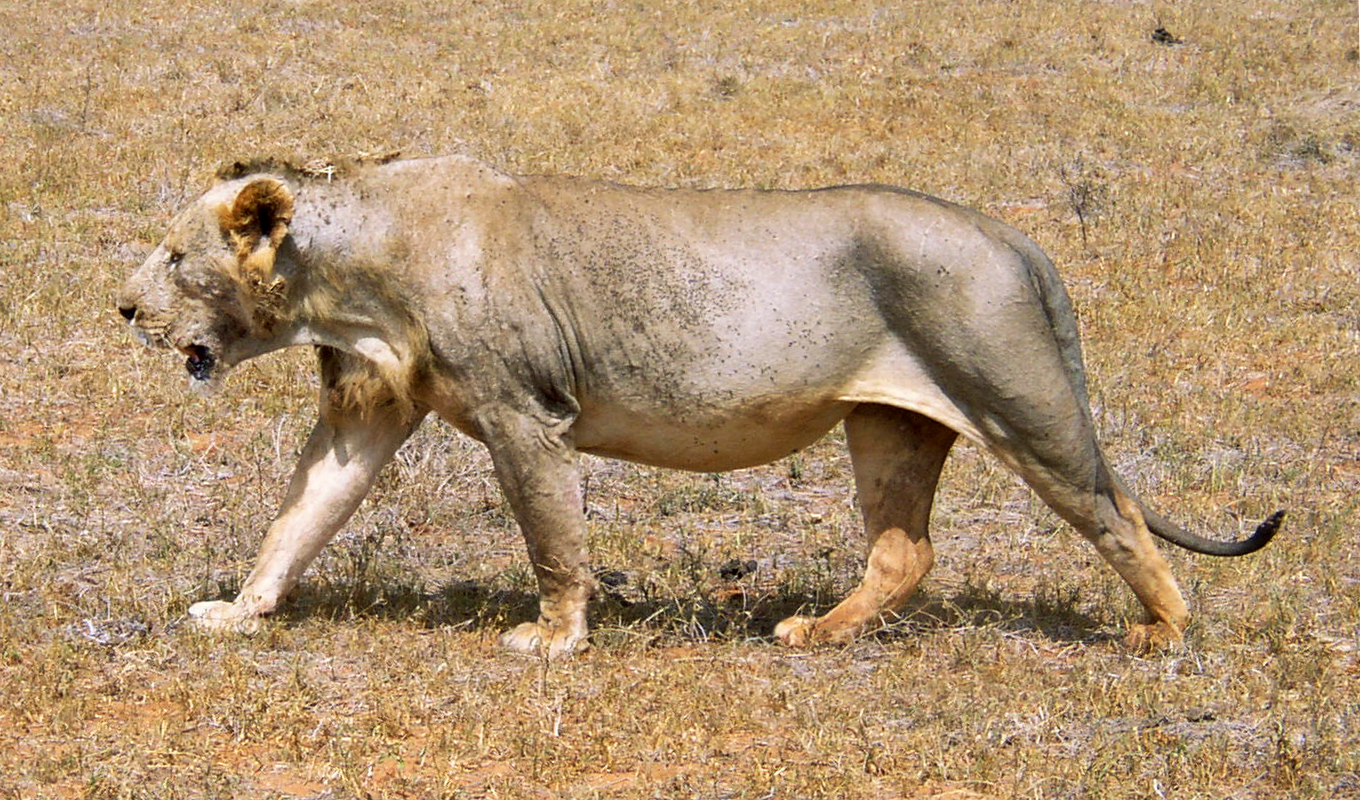
Lion sans crinière.
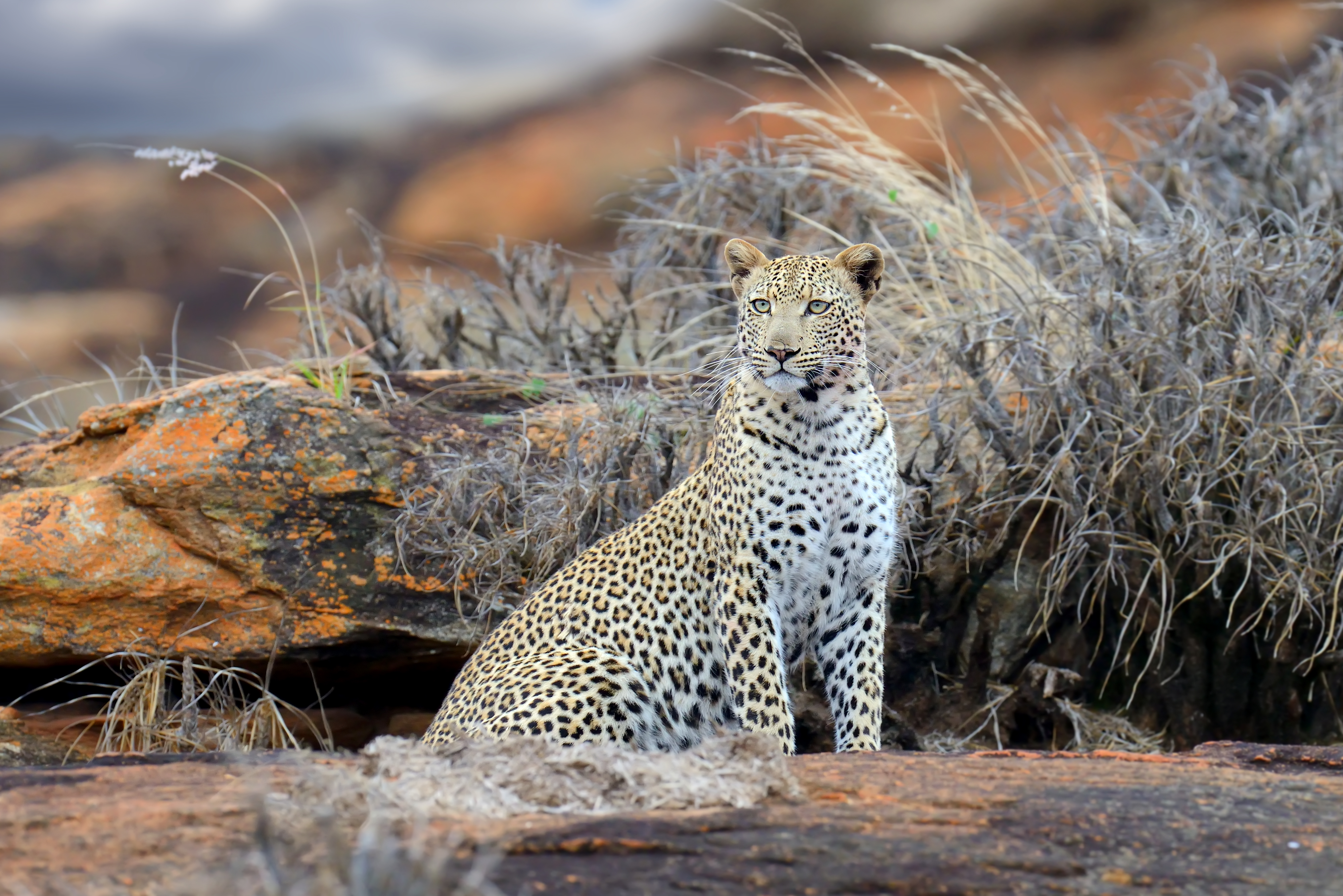
Léopard d'Afrique.

## Menaces

### Braconnage
En raison de la présence de nombreuses populations d'éléphants, le braconnage y est répandu.
En 2009, le Fonds international pour la protection des animaux annonce que cinq cadavres d'éléphants dépourvus de leurs défenses — découpées à la hache — ont été retrouvés dans le parc national de Tsavo. Deux braconniers et un intermédiaire sont arrêtés en possession d'armes et de munitions, après que la vente des défenses a eu lieu.
En réponse, le Fonds international pour la protection des animaux et le Kenya Wildlife Service s'associent depuis 2005 afin de lutter contre le braconnage.

## Dans la culture populaire

### Jeux vidéo
Le parc national de Tsavo East est très présent dans une majeure partie du jeu Halo 3.